# Aphaenogaster lepida
Aphaenogaster lepida är en myrart som beskrevs av Wheeler 1930. Aphaenogaster lepida ingår i släktet Aphaenogaster och familjen myror. Inga underarter finns listade i Catalogue of Life.

## Bildgalleri